# Кансела, Дани
Даниэль Кансела Родригес (исп. Daniel Cancela Rodríguez; 23 сентября 1981, Ла-Корунья, Испания) — гонконгский футболист, защитник клуба «Китчи» и сборной Гонконга.

## Клубная карьера
Начинал карьеру в клубе «Депортиво Б» (фарм-клуб «Депортиво Ла-Корунья») в составе которого провёл 4 сезона в испанской Терсере (D4). Затем перешёл в Сегунду Б (D3) где провёл по 2 сезона в клубах «Фуэнлабрада» и «Луго». Летом 2010 года вместе с группой испанских футболистов подписал контракт с клубом чемпионата Гонконга «Китчи».

## Карьера в сборной
В 2017 году, после 7 лет выступления в чемпионате Гонконга, Кансела получил местный паспорт и 5 октября 2017 года дебютировал за сборную Гонконга в товарищеском матче со сборной Лаоса. Интересно, что в этом же матче за сборную Гонконга дебютировали два других испанца и одноклубника Канселы Фернандо Ресио и Хорди Таррес.

## Достижения
«Китчи»
- Чемпион Гонконга (6): 2010/2011, 2011/2012, 2013/2014, 2014/2015, 2016/2017, 2017/2018
- Обладатель Кубка Гонконга (6): 2011/2012, 2012/2013, 2014/2015, 2016/2017, 2017/2018, 2018/2019